# Alexis Rhodes
Alexis Rhodes, dite Alex Rhodes, née le 1er décembre 1984 à Alice Springs, est une coureuse cycliste australienne. En junior, elle devient championne du monde de poursuite. Elle court ensuite pour l'équipe nationale australienne. En 2005, l'équipe est victime d'un terrible accident. Alexis Rhodes souffre de nombreuses fractures mais revient rapidement à la compétition. Elle devient professionnelle en 2007 avec l'équipe T-Mobile Women. 
Elle a notamment été médaillée d'or du championnat d'Océanie sur route et du contre-la-montre en 2009 et championne d'Australie sur route en 2011, ainsi que championne d'Australie sur route en 2011.
Elle met fin à sa carrière à l'issue des championnats du monde sur route de 2012, lors desquels elle obtient la médaille d'argent du contre-la-montre par équipes avec Orica-AIS.

## Débuts
Elle la fille de Greg et Jenny. Elle commence le cyclisme à l'école. À l'âge de 16 ans, elle obtient une bourse pour pratiquer son sport. Sa famille déménage alors d'Alice Springs à Adelaïde.
En 2002, elle est sélectionnée pour les championnats du monde junior à Zolder et termine onzième de l'épreuve contre-la-montre et huitième de la course en ligne,. Début 2003, elle termine douzième de l'épreuve de coupe du monde de Geelong.
Alexis Rhodes est également une spécialiste de la piste. En 2004 par exemple, lors de l'épreuve de coupe du monde de Sydney, elle gagne la course aux points et finit troisième de la poursuite individuelle. En 2005, elle est deuxième de la coupe aux points à Los Angeles,. 
En 2005, elle participe au Tour d'Italie avec l'équipe nationale d'Australie et le termine.
Le 18 juillet 2005, alors qu'elle s'entraîne avec l'équipe d'Australie en Allemagne pendant le Tour de Thuringe, elles sont percutées par une voiture à Zeulenroda-Triebes. Elles sont toutes gravement blessées, Amy Gillett décède,. Alexis Rhodes est hospitalisée à Iéna et est placée dans un coma artificiel. Dans le détail, elle souffre d'une fracture d'un os du cou, de sept vertèbres thoraciques, de douze côtes, du sternum, de l'omoplate, du nez et d'une main, son poumon est également percé,,.
Elle revient à la compétition six mois après l'accident.

## Carrière professionnelle

### 2007

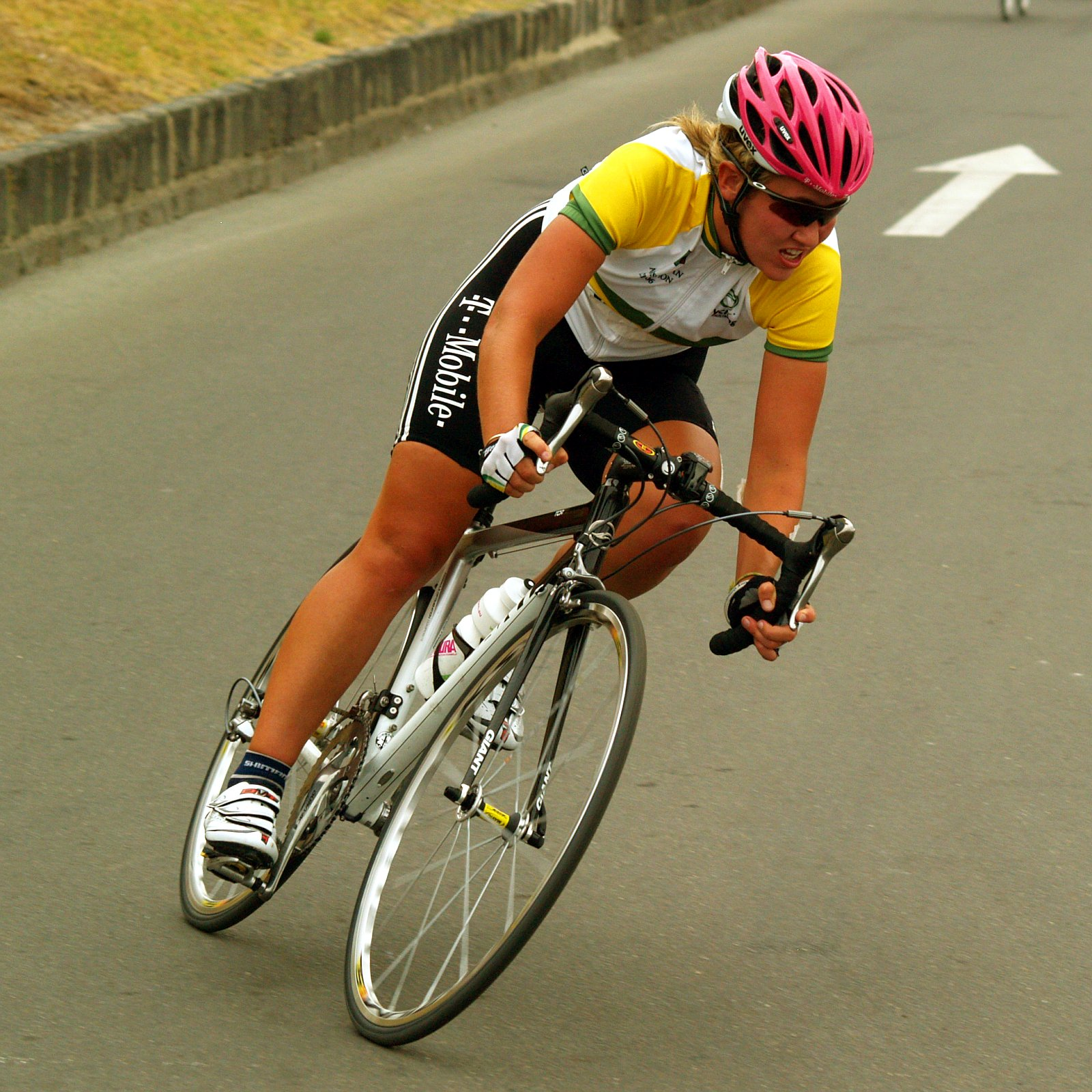
À la Bay Classic 2007

En 2007, elle rejoint l'équipe T-Mobile,. Elle y joue le rôle d'équipière.

### 2008
En 2008, elle termine troisième du championnat d'Australie contre-la-montre. Elle est satisfaite de sa performance. Sur la San Dimas Stage Race, elle gagne à la fois l'étape sur route et le criterium mais finit deuxième du classement général. Sur le contre-la-montre du RaboSter Zeeuwsche Eilanden, elle prend la sixième place. Elle est finalement huitième du classement général. Elle participe également au contre-la-montre par équipe de l'Open de Suède Vårgårda. L'équipe est deuxième derrière l'équipe Cervélo Lifeforce. Elle prend part à la Route de France Le 14 septembre, sur le Tour de Nuremberg, Alexis Rhodes part avec dans un groupe de dix-huit échappée. Elle termine huitième. Elle est sélectionnée pour l'épreuve contre-la-montre des championnats du monde. 

### 2009
En 2009, elle est deuxième du championnat d'Australie contre-la-montre. Elle rejoint l'équipe Webcor Builders sur recommandation de Kristy Scrymgeour, la dirigeante de la T-Mobile, et ne court que la moitié du temps,. Elle gagne les Championnats d'Océanie sur route et finit deuxième sur l'épreuve contre-la-montre. Au Tour du Grand Montréal, elle se classe huitième du contre-la-montre de la troisième étape et finit l'épreuve à la septième place. Elle participe de nouveau à la Route de France. Elle est sélectionnée pour les championnats du monde pour le contre-la-montre et l'épreuve en ligne. Elle est treizième du contre-la-montre. Aux championnats d'Océanie de novembre, elle remporte l'épreuve contre-la-montre.

### 2010
En 2010, l'équipe Vera Bradley Foundation la recrute. Alexis Rhodes se remet au cyclisme à plein temps. Elle est deuxième de la deuxième étape de la San Dimas Stage Race après avoir initié l'échappée décisive. Sur la Redlands Bicycle Classic, elle termine troisième du classement général. En avril, elle est sélectionnée par l'équipe nationale australienne pour participer à diverses classiques. En juillet, elle participe à l'Open de Suède Vårgårda avec la même équipe, qui la sélectionne également pour les championnats du monde.

### 2011
Elle rejoint l'équipe Garmin-Cervélo en 2011 et s'installe à Gérone,. Elle gagne le championnat d'Australie sur route en devançant un groupe de six échappées au sprint. Elle dit que c'est sa plus grande victoire. Elle est cinquième du classement général du Tour du Qatar. 

### 2012

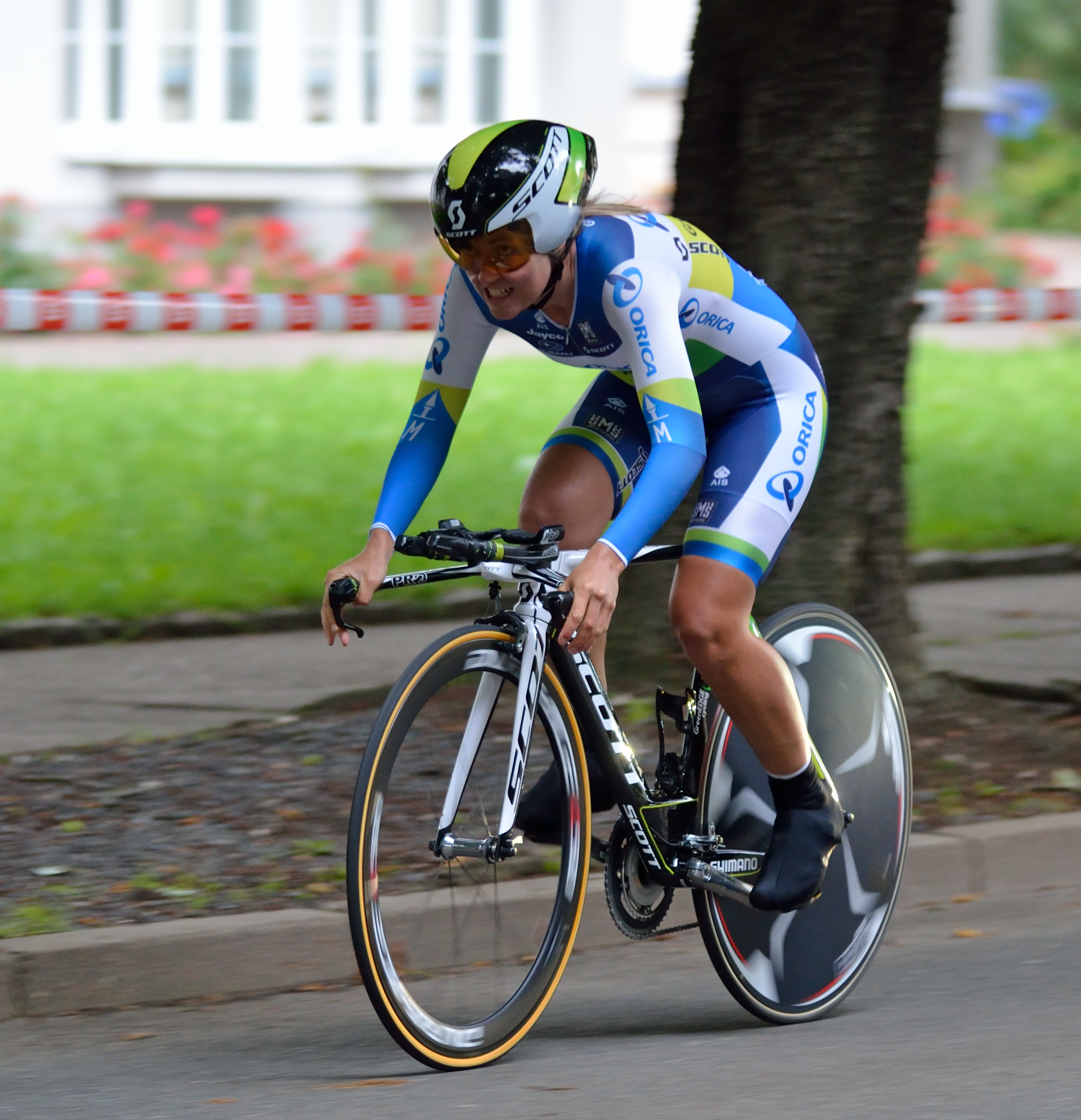
Alexis Rhodes lors du Tour de Thuringe 2012

En 2012, elle s'engage avec l'équipe GreenEDGE-AIS alors qu'elle a un contrat de deux ans chez Garmin. Elle se dit séduit par le projet de l'équipe professionnelle australienne. Elle finit quatrième des championnats d'Australie sur route. Elle s'impose sur l'épreuve du critérium du même championnat avant d'être cinquième du contre-la-montre,. Sur le Tour du Qatar, elle prend la bonne échappée le premier jour. Elle est finalement septième au classement général. Au championnat du monde du contre-la-montre par équipes, l'équipe Orica termine deuxième. Elle annonce dans la foulée son départ à la retraite. Elle souhaite se consacrer à sa famille,.

## Palmarès sur route

### Par années
- 2004
  - 1re étape du Santos Women's Tour
- 2005
  - 1re étape du Santos Women's Tour
  - 3e du Santos Women's Tour
- 2006
  - 3e étape de la Bay Classic
- 2007
  - 3e et 4e étapes de la Bay Classic
- 2008
  - 1re étape de la Bay Classic
  - 2e et 3e étapes de la San Dimas Stage Race
  - 2e de l'Open de Suède Vårgårda (CdM)
  - 2e de la San Dimas Stage Race
  - 3e du championnat d'Australie du contre-la-montre
  - 8e du Tour de Nuremberg (CdM)
- 2009
  -  Championne d'Océanie sur route (février 2009)
  -  Championne d'Océanie du contre-la-montre (novembre 2009)
  -  Médaillée d'argent du championnat d'Océanie du contre-la-montre (février 2009)[46]
  - 5e étape du Nature Valley Grand Prix
  - 2e du championnat d'Australie du contre-la-montre
- 2010
  - 4e étape de la Joe Martin Stage Race
- 2011
  -  Championne d'Australie sur route
  -  Médaillée de bronze du championnat d'Océanie du contre-la-montre
- 2012
  - 3e étape du Santos Women's Tour
  -  Médaillée d'argent au championnat du monde du contre-la-montre par équipes
  - 2e de l'Open de Suède Vårgårda Time Trial (contre-la-montre par équipes)
  - 3e du Santos Women's Tour

### Grands tours

#### Tour d'Italie
Participation en 2005.

### Classement UCI
| Année                                 | 2009 | 2010 | 2011 | 2012 |
| ------------------------------------- | ---- | ---- | ---- | ---- |
| Classement UCI                        | 69e  | 279e | 56e  | 136e |
|                                       |      |      |      |      |
| Légende : nc = non classéSource : UCI |      |      |      |      |

## Palmarès sur piste

### Championnats du monde juniors
- 2002
  -  Championne du monde junior de poursuite en 2002

### Coupe du monde
- 2004
  - 1re de la course aux points à Sydney
  - 3e de la poursuite à Sydney
- 2005
  - 2e de la course aux points à Los Angeles
  - 3e de la course aux points à Manchester
  - 3e de la poursuite à Adélaïde

### Championnats d'Australie
- 2006
  - 3e de la poursuite
  - 3e de la course aux points